# 조감 (동무양회왕)
동무양회왕 조감(東武陽懷王 曹鑒, ? ~ 225년)은 조위의 제후왕으로, 문제의 아들이다.

## 생애
황초 6년(225년), 동무양왕에 봉해졌으나 같은해 11월에 죽었고, 아들이 없어 봉국은 폐지되었다.
청룡 3년(235년), 시호를 회라 하였다.

## 출전
- 진수, 《삼국지》 권2 위서 문제기·권20 위서 무문세왕공전

| 전임 (첫 봉건) | 조위의 동무양왕 225년 | 후임 (봉국 폐지) |

## 같이 보기
- 삼국지 인물 목록